# 李郁荣
李郁荣（1904年4月14日—1989年11月8日）是一位中国现代早期电机工程学家。

## 生平
1904年生于澳门，籍贯广东新会。1924至1930年在美国麻省理工学院电机工程系求学。经其博士导师万尼瓦尔·布什介绍，结识了数学系教授诺伯特·维纳并开展合作研究，1929年诺伯特·维纳指导当时在贝尔电话公司学习的博士生李郁荣研制了李-维纳网络，获得美国专利。在此过程中，配合默契，一见如故。
李郁荣获得博士学位后，应顾毓琇之邀回当时的中国效力，1934年8月起担任清华大学电机工程系教授。后又促成了诺伯特·维纳访问清华大学并继续与之进行合作研究。 诺伯特·维纳回国后，还鼓动著名数学家、普林斯顿高等研究院终身教授约翰·冯·诺伊曼到清华访问，诺伊曼夫妇对此很感兴趣。1937年5月4日，诺伯特·维纳专门就此事同时致函李郁荣、梅贻琦和熊庆来，郑重推荐约翰·冯·诺伊曼作为清华大学的访问教授。然而，由于七七事变，日本全面侵华，遂成为泡影。
中国全民抗日战争时期，他的科研工作被迫中断。1946年初应邀重返麻省理工学院访问，开始致力于探讨通讯中的统计理论，在此后的二十多年时间里取得了一系列成果。1989年去世于麻省理工大学。
他与诺伯特·维纳之间有着深厚的友谊，而两人长达数十年的合作对彼此的科学生涯都产生了积极的影响。約翰·P·科斯塔斯和阿馬爾·博斯均为李郁荣在麻省理工大学的学生